# Будганя Вас
Будганя Вас (словен. Budganja vas) — поселення в общині Жужемберк, регіон Південно-Східна Словенія, Словенія. Висота над рівнем моря: 258 м.